# Walter Nowotny

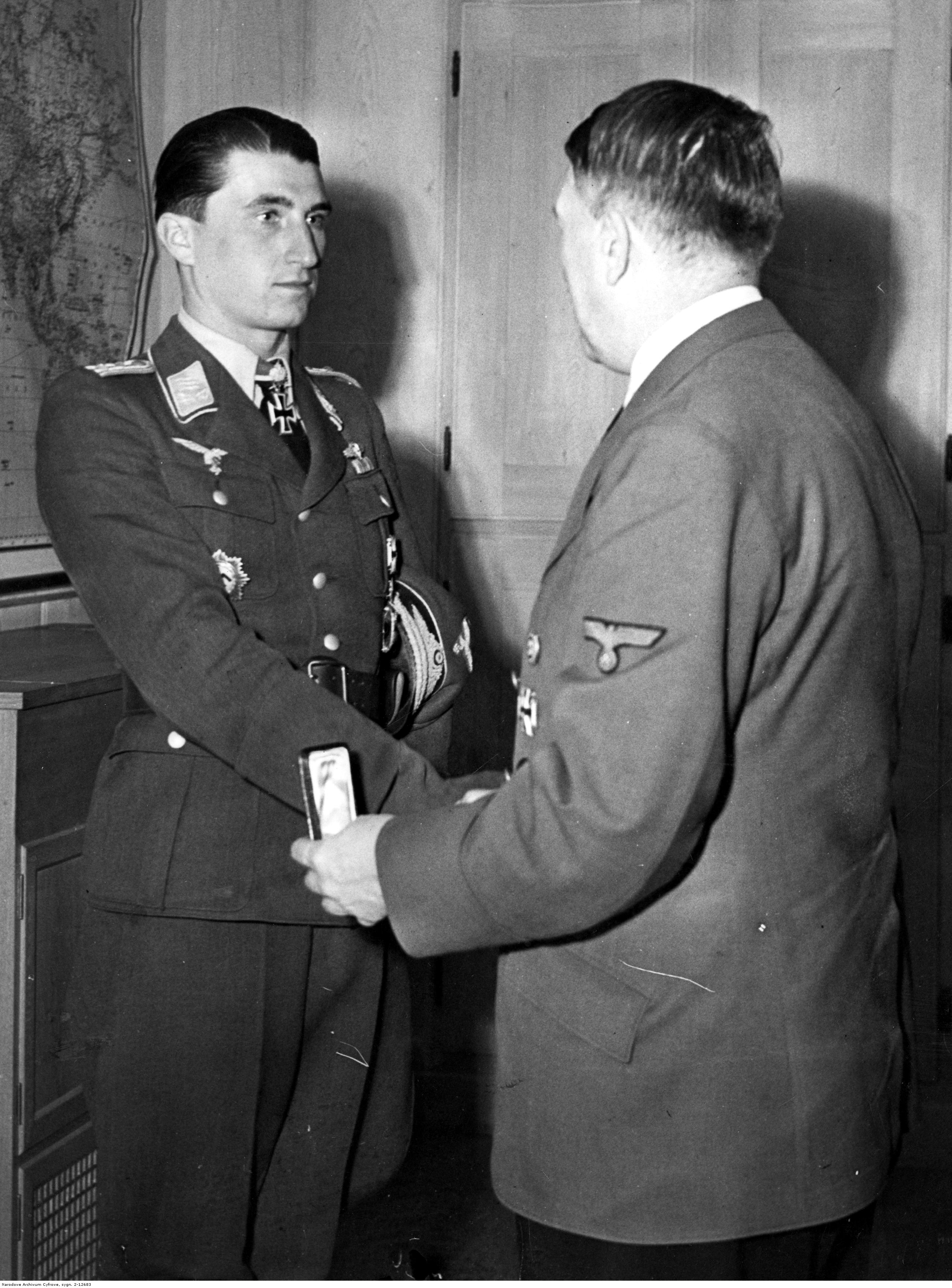
Nowotny bei der Verleihung des Eichenlaubs mit Schwertern und Brillanten zum Ritterkreuz des Eisernen Kreuzes durch Hitler am 19. Oktober 1943 anlässlich seines 250. Luftsieges

Walter Nowotny (* 7. Dezember 1920 in Gmünd, Niederösterreich; † 8. November 1944 in Epe) war ein in Österreich gebürtiger Jagdflieger, der im Zweiten Weltkrieg in der deutschen Luftwaffe diente. Er zählt zu den erfolgreichsten Jagdpiloten aller Zeiten.

## Leben
Nach der Versetzung seines Vaters übersiedelte die Familie nach Mistelbach, wo Nowotny seine Jugendzeit verbrachte. Er besuchte die Realschule in Laa an der Thaya, wo er 1938 die Reifeprüfung ablegte. Zum 1. Mai desselben Jahres trat er der NSDAP bei (Mitgliedsnummer 6.382.781). Er war ab 1936 Mitglied der pennalen Burschenschaft Vandalia Laa, später der Tafelrunde Deutscher Studenten Wartburg zu Mistelbach, zweier schlagenden Schüler- bzw. Studentenverbindungen. Nach deren Zwangsauflösung war er Mitglied bei der örtlichen Hitlerjugend.
Walter Nowotny meldete sich als Offizieranwärter zur Luftwaffe. Während seiner Ausbildung in der Jagdfliegerschule C (FFS C, später FFS C8), die auf dem Flugplatz Wiener Neustadt/West stationiert war, stand er unter dem Kommando von Ex-k.u.k.-Fliegerass Hauptmann Julius Arigi. Am 1. Oktober 1939 wurde er nach Breslau-Schöngarten einberufen. Zuerst flog er Jagdschutz für die Leunawerke, danach wurde er zum Jagdgeschwader 54 unter Major Johannes Trautloft versetzt.
Zum Leutnant wurde er am 1. April 1941 befördert. Am 19. Juli desselben Jahres schoss er seine ersten zwei Feindflugzeuge (Polikarpow I-153) an der Ostfront ab. Er flog damals eine Messerschmitt Bf 109 E-7. Zwei Tage später erhielt er im Luftkampf über der Insel Ösel Kanonentreffer eines sowjetischen Jagdfliegers. Es gelang ihm noch, diesen Gegner abzuschießen, bevor er wegen Motorausfalls in der Ostsee notwassern musste. Nowotny trieb drei Tage in einem Schlauchboot auf See und wurde schließlich von Letten gerettet. Im August, nachdem ihm der zehnte Abschuss gelungen war, erhielt er das Eiserne Kreuz I. Klasse, ein Jahr später, am 14. September 1942, für den 54. Abschuss das Ritterkreuz des Eisernen Kreuzes. Im Jänner 1943 wechselte sein Geschwader auf die Focke-Wulf Fw 190. Am 3. September, nach seinem 191. Abschuss, erhielt er das Eichenlaub zum Ritterkreuz und am 22. September für seinen 220. Luftsieg die Schwerter zum Ritterkreuz mit Eichenlaub. Nach seinem 225. Abschuss wurde er zum Hauptmann befördert. Er war der erste Jagdflieger, der 250 Luftsiege erreichte (in 421 Einsätzen), und bekam dafür die Brillanten zum Ritterkreuz mit Eichenlaub und Schwertern verliehen. Von Seiten der Flieger der sowjetischen Armee erhielt er, wie sein Bruder in der Biografie Walter Nowotnys schreibt, den Beinamen „Tiger vom Wolchowstroj“.

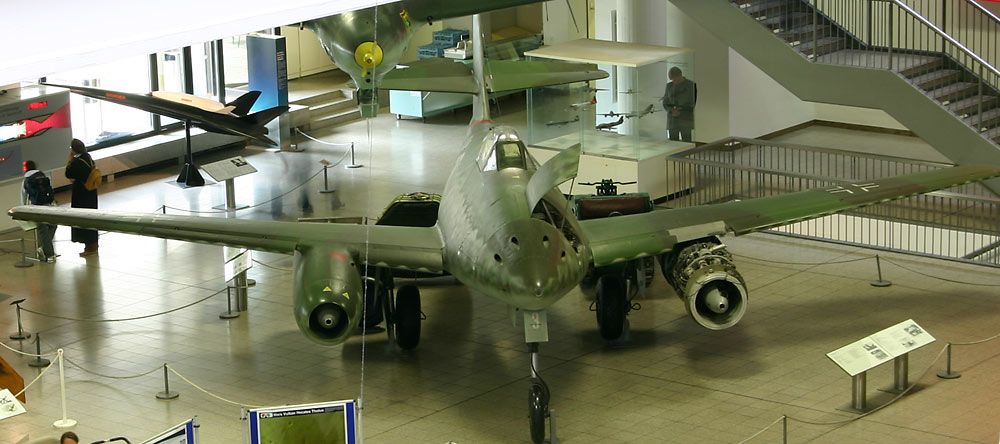
Me 262 im Deutschen Museum

Im Februar 1944 wurde er zum Kommodore des JG 101 (ehemalige Jagdfliegerschule 1) in Pau ernannt. In Achmer stellte Nowotny Mitte 1944 das nach ihm benannte Erprobungskommando Nowotny oder Kommando Nowotny auf. Dieses erste Düsen-Jagdgeschwader weltweit testete die Flug- bzw. Luftkampfeigenschaften der Messerschmitt Me 262 und flog Abfangeinsätze gegen alliierte Bomberverbände. Am 8. November wurde Nowotny beim Landeanflug auf den Flugplatz Achmer von einer Staffel Mustangs abgefangen und abgeschossen. Es gelang ihm zwar noch, seinen Fallschirm zu öffnen, dieser verfing sich jedoch am Leitwerk seiner Maschine und riss ihn in den Tod. Nowotnys Begräbnis wurde in Wien als pompöse NS-Propagandaveranstaltung inszeniert. Der Bericht über seinen Tod eröffnete die Wochenschau vom 23. November 1944.

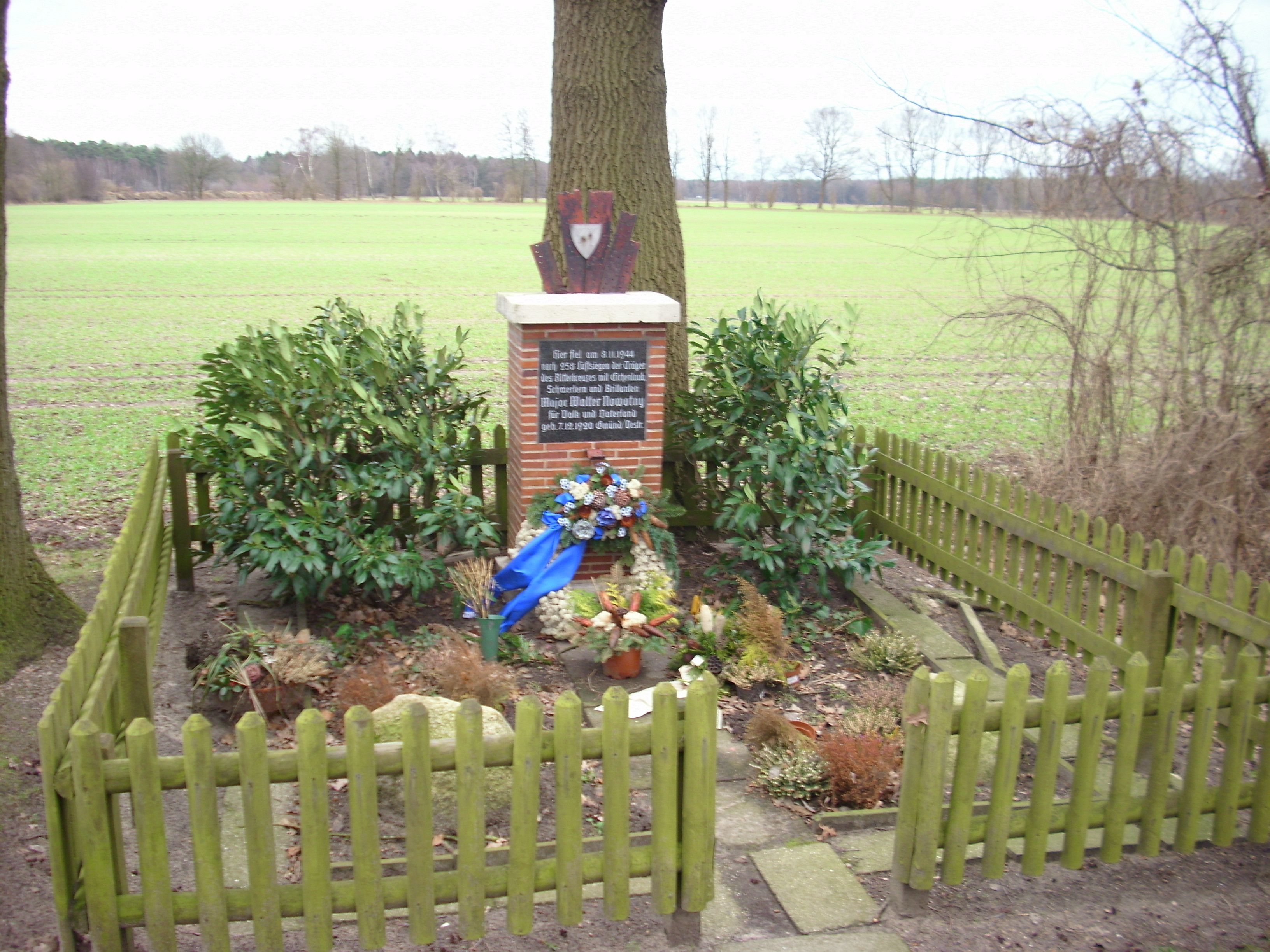
Gedenkstätte in Epe bis 2017

An der Absturzstelle in Malgarten befand sich bis August 2017 ein Gedenkstein mit Überresten der Absturzmaschine und folgendem Text:

„Hier fiel am 8. November 1944 nach 258 Luftsiegen der Träger des Ritterkreuzes mit Eichenlaub, Schwertern und Brillanten Major Walter Nowotny für [Führer (später entfernt)] Volk und Vaterland.“

Heutiges Mahnmal

2017 wurde nach längerer Diskussion die Gedenktafel von der Stadt Bramsche entfernt und durch einen Text ersetzt, der die Problematik des Gedenkens an vermeintliche Kriegshelden thematisiert und an die Opfer des Krieges und des Widerstands erinnert.
Nowotny wurde auf dem Wiener Zentralfriedhof (Gruppe 14 C, Nummer 12) in einem Ehrengrab der Stadt Wien beerdigt. Dem Grab wurde 2003 der Status als Ehrengrab aberkannt, und in ein Soldatengrab umgewidmet. Auf dem Friedhof der Stadt Mistelbach befindet sich eine Ehrentafel.
Insgesamt schoss Nowotny bei seinen 443 Feindflügen 258 Flugzeuge ab, die fünftgrößte Zahl nicht nur unter den Jagdfliegern der Luftwaffe, sondern überhaupt.

## Auszeichnungen
- Ritterkreuz des Eisernen Kreuzes mit Eichenlaub, Schwertern und Brillanten[10]
  - Ritterkreuz 4. September 1942
  - Eichenlaub 4. September 1943 (293. Verleihung)
  - Schwerter 22. September 1943 (37. Verleihung)
  - Brillanten 19. Oktober 1943 (8. Verleihung)
- Deutsches Kreuz in Gold am 21. August 1942[10]
- Eisernes Kreuz (1939) II. und I. Klasse
- Sechsmalige Nennung im Wehrmachtbericht
- Medaille Winterschlacht im Osten 1941/42
- Frontflugspange für Jäger in Gold mit Anhänger, Einsatzzahl „400“
- Ehrenpokal für besondere Leistung im Luftkrieg
- Verwundetenabzeichen (1939) in Schwarz
- Finnisches Freiheitskreuz I. Klasse
- Ehrenabzeichen der finnischen Luftwaffe

## Nachwirkung
Walter Nowotnys Bruder Rudolf veröffentlichte 1975 eine Biographie mit dem Titel: „Walter Nowotny. Tiger von Wolchowstroy. Fliegerwunder aus Österreich“. Es war insofern bemerkenswert, als der hochdekorierte französische Weltkriegsveteran und Abgeordnete der Nationalversammlung Pierre Clostermann hierzu das Vorwort verfasste.

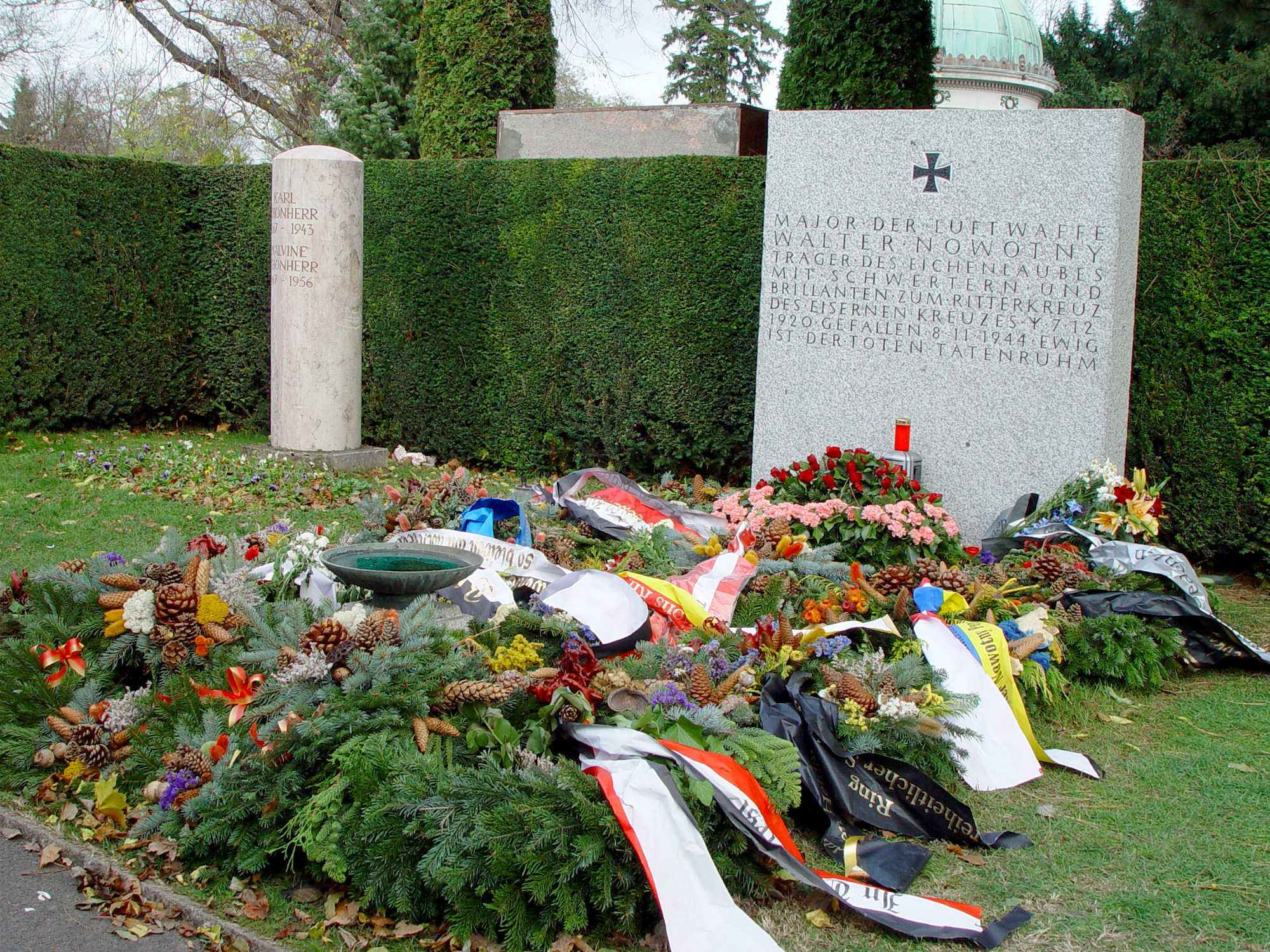
Das Grab Walter Nowotnys auf dem Wiener Zentralfriedhof

In vergangenen Jahren rief unter anderem der rechtsextreme Bund freier Jugend (BfJ) zu Gedenkfeiern am Grab Nowotnys auf, um dort „stellvertretend für alle, im heldischen Ringen um des Vaterlandes Ehre und Freiheit, Gefallenen, Major Walter Nowotnys zu gedenken und ihm die zustehende Ehre zu erweisen“. Auch die FPÖ-Jugendorganisation Ring Freiheitlicher Jugend Österreich und der Ring Freiheitlicher Studenten organisierten Kranzniederlegungen.
Mit den Stimmen von SPÖ und Grünen wurde im Jahr 2003, nach jahrelangen Diskussionen im Wiener Gemeinderat, die Aberkennung des Ehrengrabes für Walter Nowotny beschlossen. Im Oktober 2007 bekräftigte Wiens Bürgermeister Michael Häupl die Entscheidung über die Aberkennung ein weiteres Mal, da Nowotny ein eindeutiger Anhänger der NS-Ideologie gewesen sei.
Noch im Juli desselben Jahres wurde vom Wiener Stadtrat Johann Herzog (FPÖ), vom ORF-Chefredakteur Walter Seledec und von Hans-Jörg Jenewein (FPÖ) der „Verein zur Pflege des Grabes von Walter Nowotny“ gegründet. Der Verein organisiert seither alljährlich zu Nowotnys Todestag eine Kranzniederlegung an dessen Grab, an der auch Burschenschafter, Vertreter des Österreichischen Kameradschaftsbundes sowie rechtsextreme Skinheads von Blood and Honour teilnehmen. Auch Gottfried Küssel, seines Zeichens „Schlüsselfigur der österreichischen und deutschen Neonaziszene“, war in der Vergangenheit Gast beim Nowotny-Gedenken. Der seinerzeitige Obmann des Vereins, Gerhard Pendl, wurde nach einer Rede am 12. November 2006 auf Drängen der Leitung der Medizinischen Universität Wien nach anfänglichem Zögern von der zuständigen Ministerin Elisabeth Gehrer als Universitätsrat abberufen, da seine unkritische Haltung zum Nationalsozialismus, die in der Rede zum Ausdruck kam, eine „schwere Pflichtverletzung“ darstelle. Anfang 2011 wurde bekannt, dass das für den Erhalt von Soldatengräbern zuständige Innenministerium aus Kostengründen die Verlegung von Nowotny auf einen Soldatenfriedhof überlegt. Die FPÖ protestierte dagegen unter anderem mit einer von Johann Gudenus und Johann Herzog unterzeichneten ganzseitigen Anzeige in der Kronen Zeitung. Von einer Umbettung wurde schließlich abgesehen.
2003 und 2011 wurde Nowotnys Grab geschändet.